# Tereplövészet

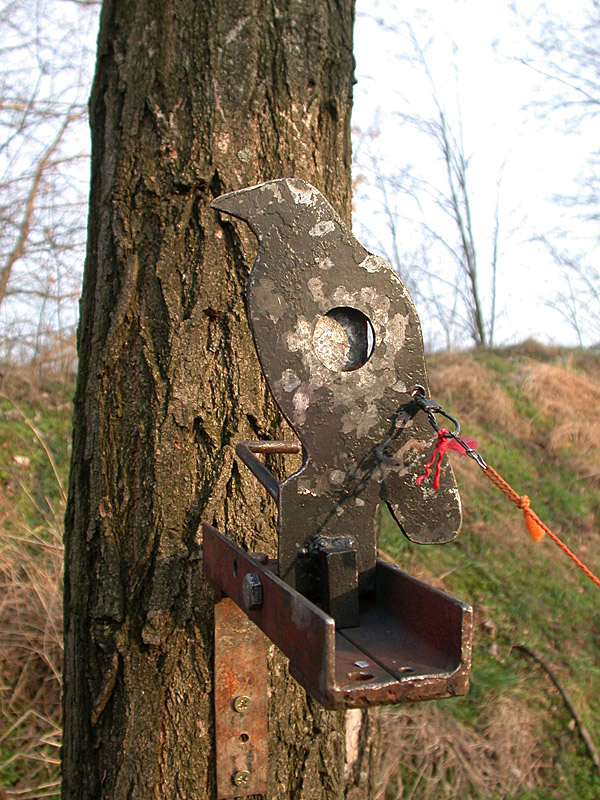
Fémgalamb cél lövészet után

A tereplövészet (angolul field target) egy szabadtéri, légpuskával űzött lövészeti sportág. A Magyarországon is egyre népszerűbbé váló szabadidős lövészeti sportágat az Egyesült Királyságban találtak ki az 1980-as években. Ott engedélyezett az apróvadak légpuskás vadászata, nálunk ez törvényileg tiltott. Az EK-ban a sportot 16 joule csőtorkolati lövedékenergiával rendelkező légfegyverekkel űzik. Magyarországon a szabadon tartható légfegyverek lövedékenergia-határa ennek kevesebb mint fele (7,5 joule), melyekkel szintén lehet indulni versenyeken a megfelelő kategóriákban. Ennél erősebb légfegyverek csak fegyvertartási engedéllyel tarthatóak és kezelhetőek.
A lövészet során csakis fém sziluett célokra lőnek, melynek a testén egy lyuk („kill zone”, azaz találati zóna) található. A sziluett csak akkor dől le, ha a találat során a lövedék a találati zónába tisztán csapódik bele. A változó terepviszonyok, a kihelyezett célok változatos formája és távolsága, az eltalálandó találati zónák mérete biztosítja, hogy ez a sport nem válik gépies „robotlövészetté”.
Jelenleg két irányvonala van a tereplövészetnek:
- a Hunter Field Target és
- a klasszikus Field Target.

A fő különbségek a kihelyezett célok számában és távolságában, az alkalmazható lőhelyzetekben, és a fegyverkezelési technikákban jelentkeznek.

## Hunter Field Target

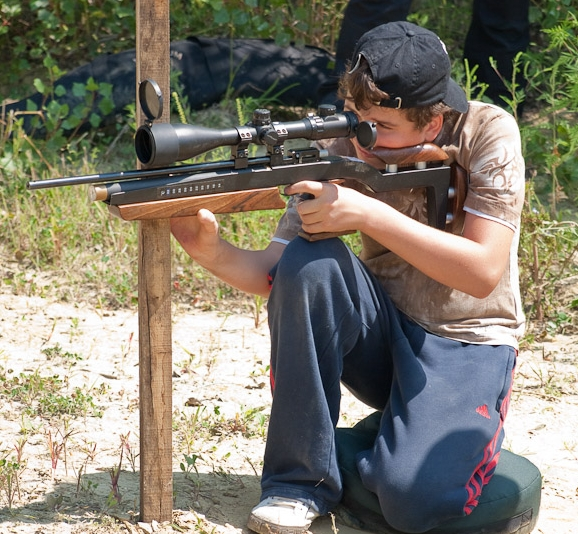
Balkezes fiatal lövész légpuskájával

A Hunter Field Target nevében utal a vadászatra. Ezt a típusú versenylövészetet az apróvad vadászat stílusában űzik.
A kihelyezett célok 7–40 méter között helyezkednek el. Egy versenyen 50 célra kell lőni. A célok találati zónája 15 mm és 40 mm között változik. A szabálykönyvben meghatározásra került, hogy a különböző találati zónájú célokat milyen távolság tartományban lehet kihelyezni.
A lövő testhelyzete szabadon megválasztható: lehet álló, térdelő vagy fekvő. Az ülő testhelyzet tiltott. Az ülőpárnát csak a térde alátámasztására használja a versenyző. Viszont előnyt jelenthet a lőállásból elérhető természetes támasztékok, tereptárgyak felhasználása, mivel a valós vadászatban is használja a vadász a terep adta lehetőségeket. A lővonalban elhelyezett pályaszámmal ellátott tereptárgyat (vagy karót) mindig érintenie kell a lövésznek.
A használható felszerelés korlátozott, valamint a fegyveren a verseny során semmilyen változtatás, módosítás nem engedélyezett. A legjelentősebb előírás, hogy a fegyveren alkalmazott távcső nem lehet 10-szeres nagyításnál nagyobb. Használható persze zoom-os, nagyobb nagyítású távcső is, de ekkor a nagyítás állító gyűrűt le kell ragasztani 10-szeres nagyításra, vagy az alá. A távcső parallaxis (élesség) állítása is tiltva van, azaz a verseny elkezdésekor használt beállítással kell végiglőni az egész versenyt. A távcsövek élességét leggyakrabban 17–22 méter közé állítják be. Ekkor a nagyon közeli és a nagyon távoli célok kissé homályosak, de a többi távon lévő cél jól látható.
Tiltottak a különféle támasztékok és kiegészítők felszerelése is a légfegyverre. A távolságok mérése parallaxkerék segítségével nem mérhetőek, hiszen annak végig fix állásban kell lennie. A távolságot szabad szemmel igen pontosan kell megbecsülni, hogy a 7 és 40 méter közötti távolságon felállított célok a lövedék röppályájának figyelembe vételével eltalálhatóak legyenek.
A versenyeken a különböző fegyverek különböző kategóriákban indulnak:
- VM16+V16: maximum 16,3 joule-os csőtorkolati lövedékenergiájú, visszarúgásmentes és visszarúgásos rendszerű léglőfegyver (csak fegyvertartási engedéllyel),
- VM7.5: visszarúgásmentes működésű maximum 7,5 joule csőtorkolati lövedékenergiájú légfegyver,
- V7.5: visszarúgásos működésű maximum 7,5 joule csőtorkolati lövedékenergiájú légfegyver.

A megfelelő hangulat biztosítása érdekében a szervezők jellemzően erdőkben rendezik ezt a típusú versenyt. A pályákon változatosan a földön, fákon és bokrokon vannak elhelyezve a célok. Az értékelésben nem csak a ledőlt célokért jár pont (3 pont), hanem a cél fémtestét ért találat is pontot ér (1 pont).
A sportággal ismerkedők számára ez az ágazat a legalkalmasabb, hiszen nem igényel drága felszerelést. A koppanásért járó egy pont pedig a fiatal versenyzőknek is sikerélményt nyújt.

## Klasszikus Field Target

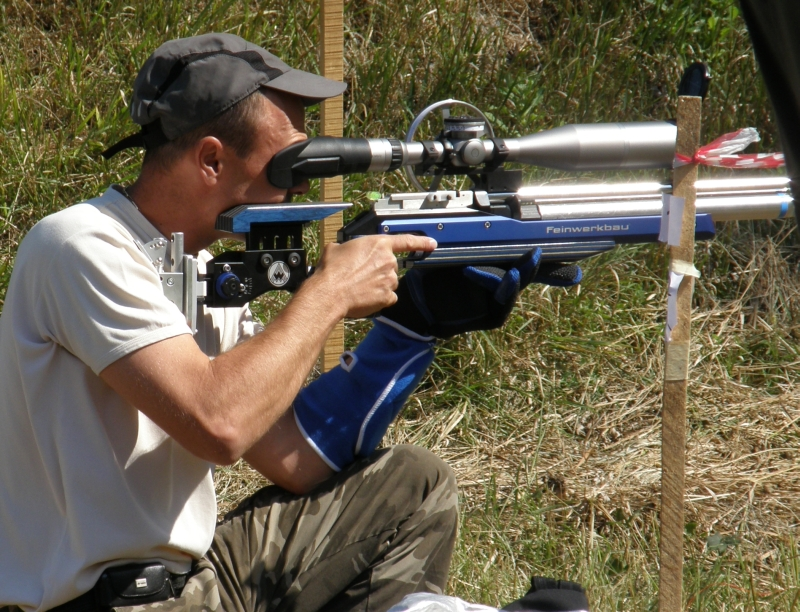
Lövész Feinwerkbau-gyártmányú légpuskájával

A Field Target versenyek technikája az előzővel ellentétben nagyon magas szintet képvisel, szigorúbbak a pontszerzési szabályok is. A kihelyezett célok a fegyverek teljesítménye szerint 9–40 méter (7,5 joule) vagy 9–50 méter (16,3 joule) között helyezkednek el. Egy versenyen összesen 50 célra kell lőni. A célok találati zónája 15 mm és 40 mm között változik. A szabálykönyvben meghatározásra került, hogy a különböző találati zónájú célokat milyen távolság tartományban lehet kihelyezni. Minden találat (ledőlt cél) 1 pontot ér, a koppanásért nem jár pont.
A lövő testhelyzete szabadon megválasztható: lehet álló, térdelő, ülő, vagy fekvő. A leggyakoribb az ülő testhelyzet. A lövő a fegyvert csak saját testén támaszthatja, külső támaszték, vagy a lövőhelyzetet fixáló szíj vagy heveder használata tilos. A kihelyezett célok maximum 20%-ánál lehet előírt kötelező lövőhelyzet (térdelő vagy álló).
Az alkalmazott légfegyverek és céltávcsövek széles tartományt képviselnek, habár jellemzően a versenyzők a csúcstechnikát képviselő légfegyvert és céltávcsövet használnak. Főleg a pontlövészetre gyártott európai versenylégfegyver-gyártók által készített versenypuskák használatosak, de egyre inkább teret hódítanak a speciálisan Field Targetre tervezett és gyártott légfegyverek is. A versenyeken a különböző fegyverek különböző kategóriákban indulnak:
- PCP16: sűrített levegővel vagy más gázzal megtöltött tartállyal működő, maximum 16,3 joule csőtorkolati lövedékenergiájú légfegyver. Ezeknek a légfegyvereknek a tartása és használata a hatályos magyar fegyvertörvény értelmében fegyvertartási engedélyhez kötött.
- PCP7.5: sűrített levegővel vagy más gázzal megtöltött tartállyal működő, maximum 7,5 joule csőtorkolati lövedékenergiájú légfegyver,
- Rugós 7.5: lövés közben rugóval sűrítő, maximum 7,5 joule csőtorkolati lövedékenergiájú légfegyver.[5]

Távcsövekben megszokott dolog az 50-szeres nagyítás a pontos méréshez. A mérést a parallaxis hiba kiküszöbölésére tervezett optikai rendszerrel végzik, ami gyakorlatilag egy távolsági skálával ellátott kerék, amiről a kép élesre állítása után a távolságot leolvashatjuk.
A fegyveren elhelyezhetők különböző formájú és méretű támasztó gombák is. Az alkalmazható ülőpárna mérete meghatározott magasságú lehet. A legtöbb lövész apró expandált polisztirol (köznapi nevén „hungarocell”) gyöngyökkel feltöltött párnát használ, mely jól idomul a terep és a lövész alsó felének alakjához, kényelmes megtámasztást biztosít.
Az alkalmazott lövedékek tekintetében ezekben a sportágakban a félgömb fejű ólomlövedékeket részesítik előnyben, mert ezeknek kedvezőbbek a ballisztikai paraméterei.

## Az alkalmazott célok
Mindkét versenytípusnál általában állatfigurás előlappal (sziluettel) ellátott fémanyagú bukócélokat alkalmaznak. Fontos a célok megfelelő működése, sok panasz és bosszúság kerülhető el a megfelelően felszerelt és ellenőrzött működésű célok alkalmazásával.
A versenyeket mindig megelőzi a pályaépítés és pályabejárás, melyet a rendező egyesület tagjai végeznek. A pályaépítők felelősek a célkiosztási szabályok betartásért, valamint rajtuk múlik, hogy milyen hangulatos versenyt biztosítanak az indulóknak. Fontos a biztonságos lőirányok kijelölése, a lőállások megjelölése és szalaggal elválasztani a pályát a járható úttól. A végső aktus pedig ennek ellentéte, azaz a pályabontás.

## A Magyar Field Target Szövetség
A sportág sportszövetsége a Magyar Field Target Szövetség, mely országos versenyrendszert (Magyar Kupa) bonyolít le mindkét szakágban, valamint évenként országos bajnokságot rendez mindkét szakágban. Ezenkívül a tagegyesületek számos helyi versenyt is rendeznek szerte az országban. Szinte minden hétvégére jut legalább egy verseny.
A sportágban nemzetközi versenyeket is rendeznek. Nemzetek közöttiek a „nyílt” (Open) versenyek, Európa-bajnokságok és világbajnokságok.
2010-ben Magyarország rendezte a Field Target világbajnokságot, 2016-ban pedig az Európai Field Target Bajnokságot Sarlóspusztán, ahol a magyar versenyzők jelentős eredményeket értek el.